# Surinamische Badmintonmeisterschaft 2015
Die Surinamische Badmintonmeisterschaft 2015 fand vom 13. bis zum 15. November 2015 in Paramaribo statt. 

## Sieger und Platzierte
| Disziplin    | Gold                               | Silber                               | Bronze                                  |
| ------------ | ---------------------------------- | ------------------------------------ | --------------------------------------- |
| Herreneinzel | Dylan Darmohoetomo                 | Gilmar Jones                         | Redon Coulor                            |
| Herreneinzel | Dylan Darmohoetomo                 | Gilmar Jones                         | Alroy Toney                             |
| Dameneinzel  | Crystal Leefmans                   | Santusha Ramzan                      | Rugshaar Ishaak                         |
| Dameneinzel  | Crystal Leefmans                   | Santusha Ramzan                      | Jill Sjauw Mook                         |
| Herrendoppel | Dylan Darmohoetomo Gilmar Jones    | Alain Toney Alroy Toney              | Quinten Kertotiko Denzel Sweet          |
| Damendoppel  | Crystal Leefmans Shemara Lindveld  | Quennie Pawirosemito Jill Sjauw Mook | Rugshaar Ishaak Santusha Ramzan         |
| Mixed        | Dylan Darmohoetomo Jill Sjauw Mook | Gilmar Jones Rugshaar Ishaak         | Jascha Atmodikromo Quennie Pawirosemito |
| Mixed        | Dylan Darmohoetomo Jill Sjauw Mook | Gilmar Jones Rugshaar Ishaak         | Jair Liew Cheryl Nai Chung Tong         |